# John Paul Ospina
John Paul Ospina Morales (nacido el 2 de septiembre de 1980 en Vancouver, Canadá), es un cantante, compositor, productor musical, actor y presentador colombiano. Entre sus múltiples logros de destacan su participación en la primera temporada del reality show Latín American Idol transmitido por Sony Entertainment Television de Latinoamérica, y la conducción del programa E! News de E! Entertainment Television Latinoamérica.

## Biografía
John Paul Ospina Morales, cantante profesional, compositor y productor musical, nació en Vancouver, Canadá el 2 de septiembre de 1980.
Aunque sus padres, ambos colombianos y cantantes amateur, se unieron por la música en otra tierra, Colombia lo adopta como suyo. Llegó a Medellín en 1991, con una energía viva por el arte y el escenario, y la experiencia de haber participado en musicales estudiantiles. Su interés por la música creció influenciado por sonidos anglos y latinos de las calles de Nueva York (ciudad donde vivió 5 años), pasando por géneros tan diversos como el Pop, Pop Rock, R&B, Hip Hop, Rap, Jazz y la Salsa.
Estudió canto lírico en la Universidad de Antioquia y paralelamente pasó a formar parte de la agrupación pop rock El Sótano, como voz líder. Junto a ellos logró reconocimiento en el ámbito musical de la ciudad.
En 2003, John Paul decidió abrirse camino en la capital, Bogotá, captando la atención de la célebre maestra y entrenador de actuación Victoria Hernández. Bajo su dirección comenzó sus estudios en arte dramático, logrando en el año 2004 el papel antagónico en la serie Al ritmo de tu corazón (Canal RCN) transmitida en varios países del mundo.
La televisión marcó una vitrina importante para su música. Canciones de su autoría, producidas en conjunto con Alejandro Restrepo (a.k.a. Patacón) y Camilo Soler hicieron parte del soundtrack de varios seriados de televisión nacional, entre ellos "Francisco el Matemático". John Paul también es el cantante del tema central de "El mundo divertido de Peep", del canal de televisión Discovery Kids.
En el año 2005 ataca un nuevo reto como presentador de Mucha Música de City TV, el programa musical más importante del país. Como conductor de la franja musical de Much Music Colombia, recopiló una considerable lista de entrevistados; entre ellos: La Ley, Los Prisioneros, Andrea Echeverri, Fatboy Slim, Alerta, Junior Reid, Fidel Nadal, Good Charlotte, Miranda y The Black Eyed Peas.
En el año 2005 fue invitado por Fashion TV (FTV), el canal más importante de moda del mundo, para presentar varios especiales de moda y ser protagonista de los afamados programas UOMO y Model Fan.
Prestigiosas empresas y diseñadores de moda lo han seleccionado para ser imagen y voz de importantes campañas publicitarias en Colombia y América Latina. Entre ellas: Levi's, Diesel, Fedco, Lina Cantillo, Ricardo Pava, El Ministerio de Turismo de El Salvador, Bellsouth, Kellogg's y Johnson & Johnson Latinoamérica; llegando incluso a ser nominado como Mejor Modelo Masculino en los Premios Cromos de la Moda (2004).
Su interés por la música electrónica se consolidó a finales de 2005 al entrar como voz líder de la agrupación musical de este género, Da Goske, proyecto dirigido por Mario Jiménez (a.k.a. Rex), con el cual gira por varias ciudades de Colombia. 
En 2006, entre más de 20.000 aspirantes de toda América Latina y luego de numerosas audiciones y pruebas televisadas, llegó a ser uno de los finalistas de la primera versión de Latin American Idol, programa transmitido por Sony Entertainment Television en más de 26 países, para más de 300.000.000 de personas.
El 11 de junio de 2007, John Paul regresa a las pantallas de la televisión internacional como el primer conductor masculino de E! Entertainment Television, en E! News para América Latina. Junto a Daniela Kosán, emprende este nuevo proyecto, 100% en español, que es transmitido en “prime time” u horario estelar para más de 14 millones de televidentes de habla hispana.
En 2011, es elegido por la revista TV y Novelas Colombia como uno de Los 60 más bellos, donde se llevó a cabo sesiones fotográficas inspiradas en famosos personajes del cine, haciendo un homenaje a las películas, o los personajes que han marcado la historia de la cinematografía mundial.
En la actualidad se encuentra en la preproducción de su primer trabajo discográfico, de corte electrónico, en las que se mostrará como cantautor y productor. Entre los múltiples talentos internacionales que colaborarán en el disco, se encuentran Carlos Iván Medina, Rex (a.k.a. Mario Jiménez) y Hernán López Sosa, el lanzamiento de dicho álbum está previsto para el 2013.  Actualmente reside en la ciudad de Caracas, Venezuela.
El 27 de julio de 2012, sale a la venta a través de Itunes Store el primer sencillo de su álbum titulado Forget Me, junto al Forget Me - EP, el cual incluye siete versiones diferentes de la canción. En el mismo mes John Paul lanza el video de la canción en su canal oficial en Youtube.